# Diario di una nerd superstar
Diario di una nerd superstar (Awkward) è una serie televisiva statunitense trasmessa dal 19 luglio 2011 su MTV.
In lingua italiana viene trasmessa dal 7 febbraio 2012 da MTV, inizialmente visibile anche su internet on demand sul sito di MTV Italia, e sull'app di MTV, è stata poi resa disponibile su Pluto Tv (Su Serie Teen, già chiuso a dicembre 2023) e Paramount+.
Dal 13 febbraio al 21 maggio 2024 la serie è andata in onda su Canale 21 ogni martedì alle 8:40 con un doppio episodio quotidiano.

## Trama
La serie ha per protagonista l'adolescente Jenna Hamilton e delle vicende riguardanti la famiglia, la scuola, gli amici e i fidanzati.

### Prima stagione
Jenna Hamilton è una ragazza adolescente, figlia di una coppia che l'ha avuta molto giovane. Come unico desiderio vorrebbe integrarsi nell'ambiente scolastico. Purtroppo il suo ingresso nelle scuole superiori non è come se lo aspettava. Alla fine dell'estate, in un campo estivo, ha una relazione con Matty, un ragazzo molto popolare della squadra di football, che però non vuole far sapere in giro della loro storia. Come se non bastasse, Jenna riceve una lettera anonima, soprannominata "lettera di sconfronto", che la turba molto. Una serie di sfortunati eventi la fanno cadere e infortunare. Da quel momento, tutti credono che lei abbia tentato il suicidio e viene presa sotto l'ala protettiva della stravagante consulente scolastica, Valerie. A scuola è conosciuta come "quella ragazza" e deve anche sopportare i vari tiri meschini di Sadie, una cheerleader con problemi di peso e anche lei innamorata di Matty. Jenna conosce Jake, il migliore amico di Matty, impegnato con Lissa, un'altra cheerleader migliore amica di Sadie. Jenna e Jake hanno un flirt, provocando la gelosia di Lissa, che la schiaffeggia nel cortile della scuola. Tamara è la migliore amica di Jenna (oltre alla cinese Ming, costantemente controllata dalla famiglia), ma le due ragazze litigano furiosamente dopo che Jenna, da ubriaca, bacia Ricky, il primo amore di Tamara, ad una festa organizzata dalla madre e dalla sua migliore amica Ally per farla notare da Matty. Sadie, esclusa dal ballo di fine anno, riesce a rubare la cartella personale di Jenna dall'ufficio della vicepreside, dove c'è anche una copia della lettera. Jenna è sorpresa di essere nominata per il titolo di Reginetta del secondo anno, ma scopre poi che la scheda di voto ha la sua lettera stampata sul retro. Dispiaciuta e delusa, rompe il rapporto con Matty si fidanza con Jake. Quando torna a casa, scopre che la lettera l'ha scritta sua madre.

### Seconda stagione
Dopo aver scoperto che la madre le ha scritto la lettera, Jenna ha un rapporto freddo con lei. Con lo sfondo di una festa di Capodanno a casa di Matty, Jenna si trova nuovamente a dover scegliere tra i due ragazzi: Matty le chiede una seconda possibilità, e Jake, come regalo di Natale, le ha chiesto di ufficializzare la relazione su Internet. La scelta della ragazza cadrà nuovamente su Jake, affidabile, onesto, che vuole vivere la loro storia allo scoperto, a differenza di Matty. Jenna dice finalmente alla madre di aver scoperto che la lettera è scritta da lei, provocando un allontanamento del padre, deluso dal comportamento della moglie. Nel contorno, Lissa cerca in tutti i modi di farsi perdonare da Jenna per lo schiaffo tiratole al cortile di scuola e mette temporaneamente la parola fine al suo rapporto di amicizia con Sadie; quest'ultima decide di iniziare una storia con Ricky, facendo così torto a Tamara. Intanto Ming conosce un ragazzo di nome Fred, ma la loro relazione è ostacolata dalla mafia asiatica della scuola, in quanto il ragazzo aveva avuto una storia con Becca, il capo. Alla fine Jake, al matrimonio di Ally con lo zio di Sadie, dopo aver finalmente detto a Jenna di amarla, viene a sapere da Sadie che la sua ragazza e Matty sono stati insieme senza dirgli niente. I due rompono e quella sera stessa Jenna ha un incontro con Matty. I suoi genitori, inoltre, tornano insieme. Jenna decide di rimanere amica con Jake e sceglie Matty come fidanzato. Durante la festa di fine anno scolastico, Tamara e Jake si scambiano un bacio, Sadie scopre Ricky nello sgabuzzino che amoreggia con Clark, il ragazzo gay della scuola, mentre Jenna decide, pur avendo avuto il permesso di partire in vacanza per l'Europa, di restare in città con Matty e lascia il suo posto a Tamara, che può condividere il viaggio con Jake.

### Terza stagione

#### Prima parte
I ragazzi sono tornati a scuola e Jenna si sente esclusa dai suoi amici ancora elettrizzati per il viaggio in Europa. Inoltre Tamara è concentrata nella sua relazione con Jake. Giunge anche la notizia che Ricky è morto a causa di un'allergia alle noccioline. A scuola si crede che Sadie sia incinta e il padre sia lui, ma la causa dei suoi strani comportamenti è dovuta al fatto che i genitori hanno perso i soldi e la madre l'ha lasciata da sola per riprendersi. Jenna crede a sua volta di essere incinta e nasconde le sue preoccupazioni a Matty. Dopo aver fatto un test di gravidanza risultato negativo, decide di prendere appuntamento da una ginecologa e farsi prescrivere la pillola. A causa di qualche bicchiere di troppo, Jenna rivela a Jake di aver temuto di essere incinta e il ragazzo informa Matty, che rimane deluso per non essere stato informato. Il padre di Jenna, dopo aver scoperto della pillola, avvisa i genitori di Matty. La famiglia di Matty si presenta a casa Hamilton, e dopo una disastrosa cena, Matty viene cacciato di casa da sua madre, e chiede appoggio a Jenna. La convivenza non è positiva, Jenna si vede infatti privata dei suoi spazi. Matty, venuto a conoscenza del disagio di Jenna, capisce le motivazioni della ragazza, e riappacificatosi con la madre, torna a casa sua. Il professore del corso di scrittura, il signor Hurt, sfida Jenna a leggere in un locale pubblico il suo tema, e tra gli spettatori vi è Collin Jennings, compagno di corso di Jenna, attraente e gentile. Jenna si sente estremamente attratta da Collin e percepisce un interesse anche da parte sua. Guardandolo baciare la sua ragazza Angelique, però, pensa che sia tutto solo nella sua testa, e torna a concentrarsi su Matty. Ming, venuta a sapere che a causa della mafia asiatica Fred è costretto ad abbandonare il paese, decide finalmente di ribellarsi, colpendo Becca sul viso e diventando il nuovo capo della mafia asiatica. Grazie a questo ruolo, dà un grande aiuto a Tamara per l'organizzazione dell'After Mall Ball, la festa delle cheerleader, di cui Tamara entra a far parte dopo un incidente di Lissa. A questa festa Jenna si presenta con estremo ritardo, poiché si era trattenuta ad una mostra fotografica con Collin, che le rivela di essersi lasciato con la ragazza Angelique. Jenna è inoltre dispiaciuta perché Matty le ha rivelato di essersi sentito imbarazzato a causa sua quando circolavano le voci sul suo presunto tentativo di suicidio. Nella macchina, Jenna e Collin si scambiano un bacio.

#### Seconda parte
Nei giorni a seguire, Jenna e Collin non riescono a combattere l'attrazione che li lega e vengono sorpresi da Tamara, la quale sprona l'amica a prendere una decisione. Nel frattempo, Fred è tornato in città e si ricongiunge con Ming. La signora Hamilton è intenta ad organizzare una festa a sorpresa per il compleanno di Jenna, cosa che la ragazza viene a sapere, convincendo la madre a lasciar perdere. Il giorno del compleanno, Collin si reca da Jenna per darle un regalo. I due entrano dentro casa baciandosi, ma trovano i suoi amici, Matty compreso, pronti per festeggiare il compleanno. Jenna capisce di dover prendere una decisione e rompe con Matty. La ragazza è così presa dalla sua nuova relazione con Collin da farsi terra bruciata intorno. Cambia infatti il suo modo d'essere e la sua personalità, rimanendo dunque senza più amici e litigando con i genitori. Valerie si ritroverà persino costretta a sospenderla da scuola, dopo averla sorpresa a fumare in corridoio. Come reazione a ciò, Jenna scrive e in seguito fa pubblicare per il corso di scrittura un articolo estremamente cattivo nei confronti di Valerie, cosa che porterà al suo licenziamento. Jenna, Collin e la sua ex Angelique passano una serata insieme in un club facendo uso di droghe. Ma Jenna, sentendosi a disagio per la presenza invadente di Angelique, decide di andar via, lasciando Collin e la sua ex in atteggiamenti intimi. Fuori dal club, Jenna si rende conto di aver bisogno di aiuto e di non avere più nessuno su cui poter far riferimento. Disperata chiama Matty, che, avendo ancora a cuore la ragazza, va a prenderla per riportarla a casa. Durante il tragitto Jenna nota un orecchino di Devon, la nuova ragazza di Matty. Ciò fa realizzare ancor di più alla ragazza quanto le cose siano cambiate. Il giorno dopo, Jenna si confronta con Collin a scuola e capisce che non aveva mai chiuso la relazione con Angelique e anche per questo decide di lasciarlo. Jenna è dunque intenzionata a riprendere in mano la sua vita e a chiedere scusa a tutte le persone che ha ferito. Nel frattempo, Tamara soffia a Jake il posto di rappresentante d'istituto, cosa che porterà temporaneamente alla rottura tra i due, mentre Lacey diventa infermiera nella scuola di Jenna. Devon e Matty inoltre rompono, in quanto la ragazza è convinta che Matty pensi ancora a Jenna. Per il ballo di fine anno, Jenna si aspetta l'invito di Matty, mentre lui decide di invitare la nuova amica di Jenna, Bailey.

### Quarta stagione

#### Prima parte
È l'ultimo anno alla Palos Hills High School. Dopo aver scoperto di essere arrivata 137ª in una classifica delle classi, Jenna decide di applicarsi di più a scuola. Cerca di unirsi a diversi gruppi ma viene respinta da tutti. Su suggerimento di Tamara si unisce alle cheerleader mentre su suggerimento di Valerie farà da consulente alle ragazze del primo anno. Ma non è l'unico cambiamento nell'aria: Jake ha optato per un cambiamento radicale dedicandosi alla musica, Ming si è trasferita in Vermont per seguire le lezioni migliori per entrare in un ottimo college, Matty è impegnato a lavorare come modello al centro commerciale, Lissa si trova in Africa e tornerà insieme a "Tyler", suo coetaneo adottato dalla sua famiglia, Sadie lavora in un chiosco che vende cibi tedeschi ed una nuova studentessa di New York, Eva, attira su di sé l'attenzione sin dal suo primo giorno. Dopo essere finiti a letto insieme, Jenna e Matty decidono di diventare "amici di letto" mentre Jake decide di lasciare Tamara. Lei per vendetta crea un falso profilo di nome Autumn, ragazza australiana che vive a San Diego e inizierà a chattare con Jake. Matty scopre di essere stato adottato ed inizia a ribellarsi lasciando il lavoro. Durante la prima visita al college, Jenna finirà per baciare Luke, la guida del campus, col quale inizierà una relazione. Farà poi un'ottima impressione al responsabile delle ammissioni, al contrario di Tamara che rovinerà tutto a causa di una sbronza presa ad una festa di confraternite la sera prima. Durante il concorso per eleggere Mr. Palos Hills, Tamara stessa rivelerà per errore il suo inganno a Jake mentre la relazione tra Jenna e Luke si consolida; Matty invece sul palco davanti a tutti rivela a sua madre di essere a conoscenza della verità. Nonostante tutto Jenna teme di provare ancora qualcosa per Matty ma cerca di dimostrare, prima di tutto a sé stessa, il contrario. Inviterà Eva ad un concerto la quale inizierà a flirtare con Matty. La serata si conclude con l'arresto di Matty e Jake (dopo che Eva li aveva costretti a falsificare documenti per procurarsi alcolici), con Austin che lascia Sadie a causa di Eva e con Jenna e Tamara che si recano al college di Luke cogliendolo in flagrante durante un massaggio con una ragazza. Questa si rivelerà essere la sua migliore amica lesbica che passerà una notte insieme a Tamara. Dopo la nottata passata in carcere, Jake e Matty vengono rilasciati. Matty inizierà una relazione con Eva. Questa però inizierà a mettere zizzania tra Matty e i suoi amici. Durante la gita invernale, Sadie la aggredisce e viene lasciata a Palos Verdes; ne approfitta quindi per indagare sul passato di Eva: scopre che ha mentito sulla sua identità (il suo vero nome è Amber Horne), che non viene da New York, che era stata cacciata da scuola a 9 anni per aver aggredito un ragazzo con una matita. In più, recandosi nella sua vera casa, scopre che è una specie di maniaca in quanto appese alle pareti c'erano foto degli studenti della Palos Hills. Sadie telefona a Matty per dirgli la verità, ma risponde Eva che terrorizzata congela il telefono di Matty e lo convince a fuggire. Nel frattempo Luke ha raggiunto Jenna in montagna ma se ne andrà a causa dei litigi di Jenna con Eva. La mattina seguente Sadie si presenta nella camera di Jenna e le due si mettono alla ricerca di Matty ed Eva/Amber. Li trovano e cercano di raccontare a Matty la verità ma lui non sente ragioni. Interviene Eva/Amber raccontando tutto ma inventando un sacco di scuse e dicendo che è incinta.

#### Seconda parte
Matty viene a scoprire che Eva/Amber ha mentito sulla gravidanza e la obbliga ad abbandonare Palos Verdes. Nel frattempo Luke chiarisce le cose con Jenna lasciandola definitivamente. Entrambi single, Matty e Jenna, alla festa di capodanno di quell'anno promettono di non rimorchiare nessuno ma Jenna, a causa di un fraintendimento, bacia Owen. Scoprirà solo in seguito che il ragazzo frequenta il secondo anno alla Palos Hills.
Anno nuovo, vita nuova. Matty ormai lasciatosi alle spalle Eva conosce Gabby, una promettente giocatrice di tennis con una borsa di studio per l'università, che non sembra lasciargli molte possibilità. Jenna andrà a letto con Owen; questo la sconvolgerà a tal punto da decidere di dirgli che non ci sarà mai una relazione tra di loro. Nasconde il tutto a Tamara che lo verrà comunque a scoprire dato che nel frattempo si è interessata anche lei ad Owen. La cosa porterà varie discrepanze tra le amiche ma, come sempre, riusciranno a chiarirsi. 
Jake nel frattempo avrà un breve flirt con una MILF che lo porterà a migliorarsi. Sadie inizia una relazione con Sergio e sarà colui che le farà ammettere di avere delle debolezze. Allo stesso tempo Lissa è costretta ad interrompere la relazione con Tyler e rimarrà sotto shock nello scoprire che il padre è omosessuale. Si allontanerà per un periodo di tempo dalla religione trasformandosi, grazie anche al contributo di Theo e Cole, in una ragazza facile che fa anche uso di droga e alcol. 
Il tutto viene accompagnato dalle ammissioni al college: Tamara riuscirà ad entrare alla SCU, nonostante il colloquio non propriamente "brillante", mentre Jenna verrà rifiutata. Farà domanda alla Lockard ma verrà rifiutata anche lì. La madre di Jenna, Lacey, che aveva fatto segretamente domanda anche lei alla Lockard, viene ammessa. 
Matty, una volta chiarita la situazione con la madre, decide di mettersi in cerca del padre biologico; sarà Jenna che lo troverà e l'occasione per incontrarlo è la vacanza di primavera che il gruppo farà a casa di Ally, in Messico. Tra Matty e Jenna sembra risbocciare quel sentimento che ormai sembrava svanito ma sarà Jenna ad impedire che succeda qualcosa tra di loro, dato che ormai Matty sta con Gabby. 
Durante le vacanze di primavera Jenna, delusa dal comportamento di Matty che ha portato Gabby a conoscere il padre e non lei che lo aveva aiutato, conosce Brian, un marine; Tamara si ritroverà fidanzata senza nemmeno rendersene conto; Lacey comunica a Kevin e Jenna di essere rimasta incinta e che vuole rinunciare al college ma i due la incoraggiano a non perdere questa opportunità; Sadie, ottenuta una borsa di studio per un college sulla costa est (la Columbia), si confronta per la prima volta con i suoi sentimenti, ammettendo che Sergio le mancherà; Lissa trova suo padre che le comunica di essere felice e di accettarsi per come è, e così farà anche la figlia, ritrovando la fede religiosa; Valerie decide di licenziarsi e di girare il mondo con il suo compagno, conosciuto durante le vacanze invernali; Matty capirà che Jenna è la sua anima gemella ma verrà esortato da Lacey a lasciarla stare. L'ultima sera di vacanza, mentre è in spiaggia a riflettere, gli si avvicina Jake che vuole confessargli di essere stato a letto con Gabby, ma non ci riesce.

### Quinta stagione

#### Prima parte
Tornati dalle vacanze di primavera, i ragazzi cercano di concentrarsi per affrontare al meglio i restanti 48 giorni da liceali. Tuttavia, le complicazioni cominceranno già il giorno del rientro a scuola, dato che Gabby confessa a Matty di essere andata a letto con Jake.
Jenna attraverso un sogno capisce di essere ancora innamorata di Matty ed organizza una cena per dirglielo ma viene bloccata dalla paura che non funzioni e quindi lascia perdere. Per nascondere i suoi sentimenti Jenna comincia ad allontanare Matty che ne risente, ma spinto da Sadie (che capisce che il suo amico ama ancora Jenna) glielo dice alla ballo di fine anno e i due si mettono insieme passando il fine anno insieme. Alla cerimonia dei diplomi Matty dice a Jenna che dovrà partire il giorno dopo per gli allenamenti del college; all'inizio è distrutta ma poi decide di andare con Matty solo per qualche giorno... i due poi romperanno...

#### Seconda Parte
Jenna e i suoi amici si ritrovano a Palos Hill dopo un anno di college durante le vacanze estive e Jenna si rende conto di essere molto cambiata, così come i suoi amici. Tamara è tornata da New York con Sadie, la sua nuova migliore amica, dove vive una vita tra bei vestiti e serate costose che le causeranno alcuni debiti. Lissa abbandona il college e riprende la relazione con Jake, aiutandolo a trovare lavoro al club di Palos Hill. Sadie è alle prese con il conquistare nuovamente Sergio (il quale ha una nuova ragazza), mentre Matty dopo essersi lasciato con Jenna ha trovato una nuova ragazza molto divertente e disinibita, la quale ama bere.
Jenna è stata selezionata per uno stage estivo non retribuito in un sito web giornalistico, scoprendo successivamente di essere stata raccomandata dall'ex-ragazzo (anche lui stagista) Luke.
Tra drammi e tragedie Tamara riuscirà a ritrovare sé stessa, Jake ad avere le idee chiare sul futuro, Sadie a lasciarsi andare dimostrando i suoi sentimenti, Lissa a trovare uno sbocco lavorativo per il futuro e Jenna a rendersi conto di amare Matty come sempre.
La stagione si conclude con una porta aperta per Matty e Jenna, quando lui si dichiara con un anello giocattolo dicendole però di non voler chiederle di rimanere perché non vuole che scelga né lui né Luke (accettando di andare alla SCU con lui), ma se stessa. Dopo la loro dichiarazione si baciano e si godono il falò al campeggio Pooka come ai vecchi tempi tra i loro amici.

## Episodi
L'8 ottobre 2014, MTV ha rinnovato la serie per una quinta ed ultima stagione.
| Stagione         | Episodi | Prima TV USA | Prima TV Italia |
| ---------------- | ------- | ------------ | --------------- |
| Prima stagione   | 12      | 2011         | 2012            |
| Seconda stagione | 12      | 2012         | 2012            |
| Terza stagione   | 20      | 2013         | 2013-2014       |
| Quarta stagione  | 21      | 2014         | 2014            |
| Quinta stagione  | 24      | 2015-2016    | 2015-2016       |

## Personaggi e interpreti

### Personaggi principali
- Jenna Hamilton (stagioni 1-5), interpretata da Ashley Rickards, doppiata da Martina Felli. È la protagonista della serie tv ed è considerata una ragazza "sfigata". Perde la verginità nella prima stagione con Matty McKibben con il quale avrà una relazione molto travagliata interrotta da alcune storie (con Jake, Collin e Luke). È un'aspirante scrittrice e la sua migliore amica è Tamara.
- Matty McKibben (stagioni 1-5), interpretato da Beau Mirchoff, doppiato da Paolo Vivio. È un ragazzo estremamente bello e popolare ed il ragazzo di cui è innamorata Jenna. Ama il calcio ed intrattiene una relazione (inizialmente segreta) con Jenna. È stato adottato e il suo migliore amico è Jake.
- Lacey Hamilton (stagioni 1-5), interpretata da Nikki DeLoach, doppiata da Selvaggia Quattrini. È la madre di Jenna. È una donna ancora in parte immatura che crescerà durante le stagioni. È divenuta madre in giovane età e lo diventerà nuovamente nella quinta stagione. La sua migliore amica è Ally
- Tamara Kaplan (stagioni 1-5), interpretata da Jillian Rose Reed, doppiata da Joy Saltarelli. È la migliore amica di Jenna. Ragazza socievole ed ossessiva. Dopo varie cotte si innamora di Jake Rosati e hanno una lunga relazione che termina nella quarta stagione.
- Jake Rosati (stagioni 1-5), interpretato da Brett Davern, doppiato da Daniele Giuliani. Ragazzo gentile e migliore amico di Matty. Dopo la relazione con Lissa si innamora di Jenna e successivamente di Tamara. Nella quinta stagione torna con Lissa.
- Sadie Saxton (stagioni 1-5), interpretata da Molly Tarlov, doppiata da Gea Riva. Ragazza estremamente sincera e spesso crudele. Migliore amica di Lissa e capo-cheerleader. È ricca ed ha problemi di peso che la rendono infelice. Avrà una relazione con Sergio.
- Valerie Marks (stagioni 1-5) interpretata da Desi Lydic, doppiata da Jolanda Granato. Psicologa scolastica eccentrica ed hippie.
- Ming Huang (stagioni 1-3), interpretata da Jessica Lu, doppiata da Melissa Maccari. Migliore amica di Jenna nelle prime stagioni. Dalla quarta stagione non compare più.

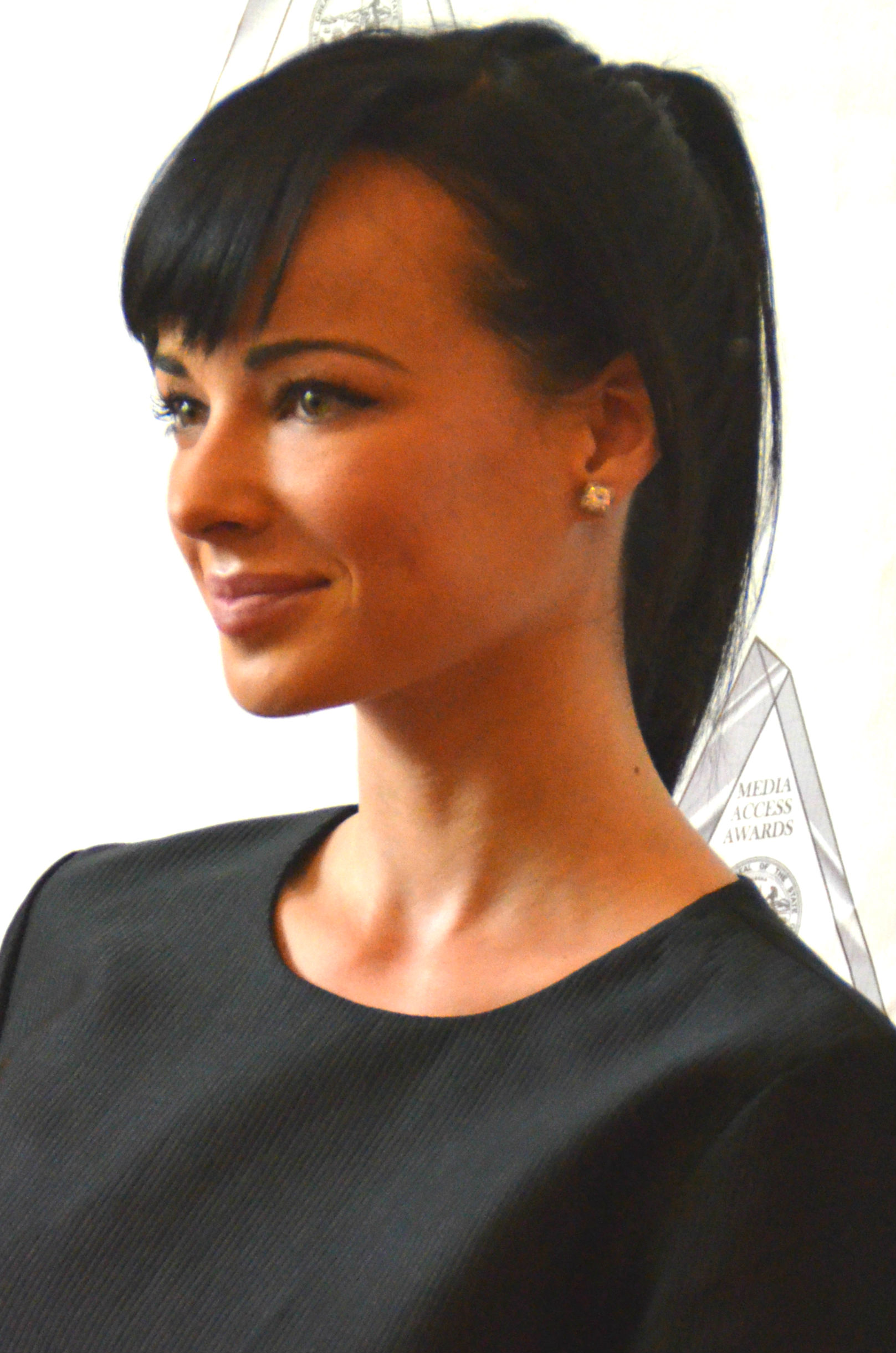
Ashley Rickards interpreta Jenna Hamilton
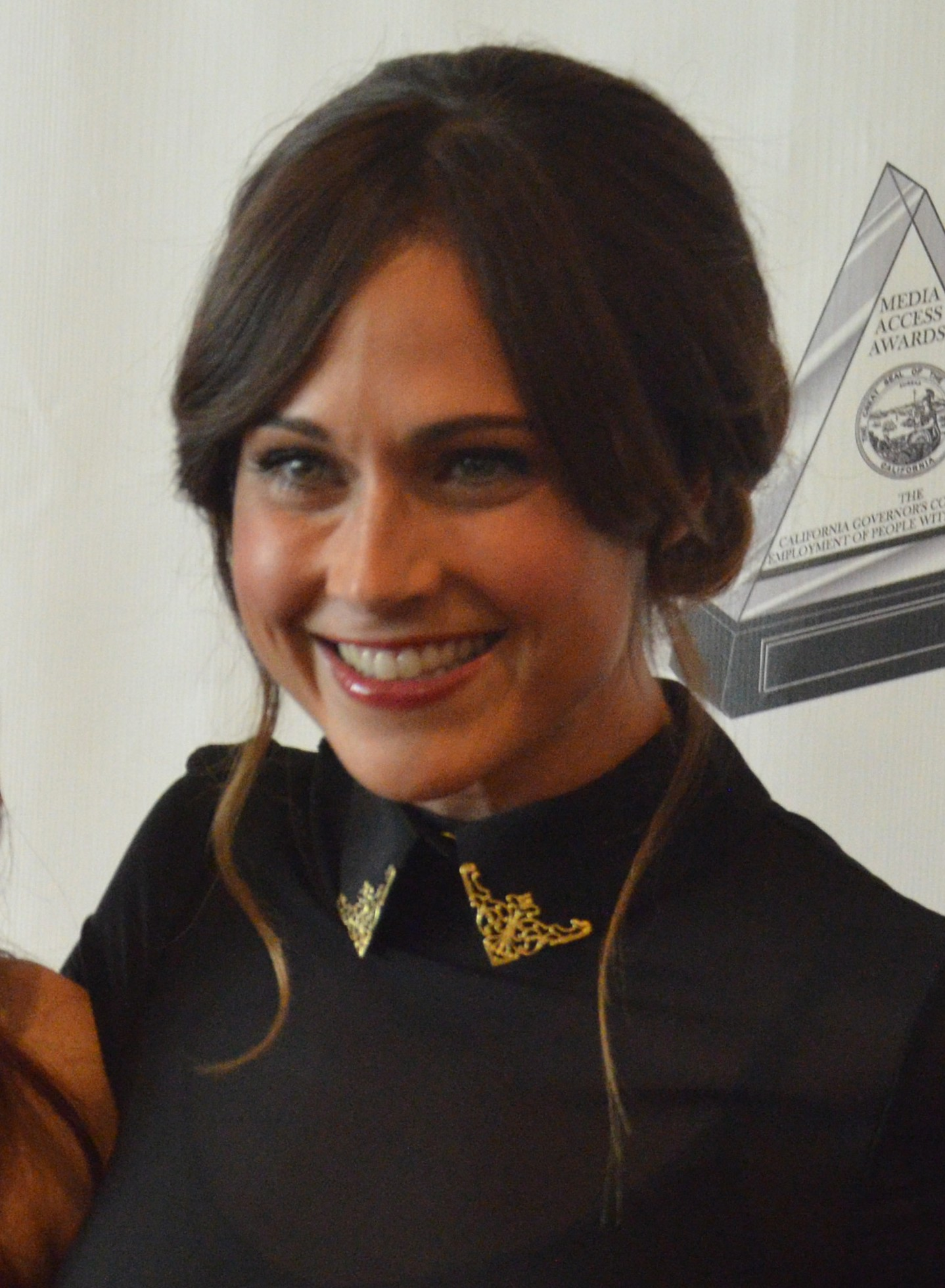
Nikki DeLoach interpreta Lacey Hamilton
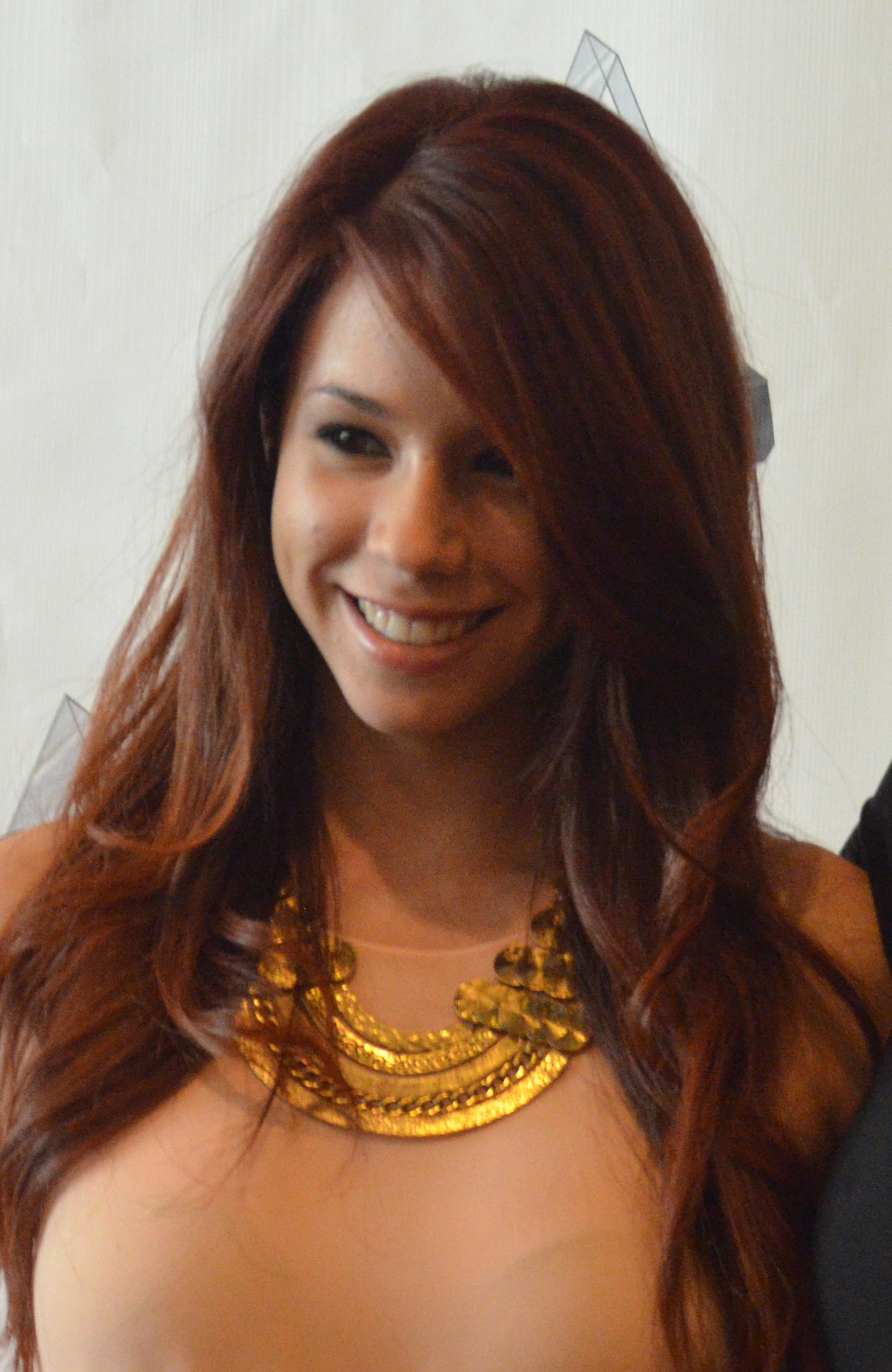
Jillian Rose Reed interpreta Tamara Kaplan

### Personaggi ricorrenti
- Kevin Hamilton (stagioni 1-5), interpretato da Mike Faiola, doppiato da Alessio Cigliano. È il padre di Jenna. Come la moglie, non è sempre in grado di essere un genitore duro con la figlia, ma ha più senso di responsabilità.
- Lissa Miller (stagioni 1-5), interpretata da Greer Grammer, doppiata da Elisa Carucci. Ragazza di Jake nella prima stagione, verrà lasciata per Jenna. È la migliore amica di Sadie. Inizialmente odia Jenna, poiché si accorge delle attenzioni che le rivolge Jake, ma poi finirà per farci amicizia. È molto religiosa. Suo padre è gay e questo creerà non pochi problemi nella famiglia. Nella quinta stagione tornerà con Jake.
- Kyle Cohen (stagioni 1-5), interpretato da Wesam Keesh. È un ragazzo estremamente misterioso, tanto che Jenna inizia a pensare che sia uno stalker ossessionato da lei, poiché lo incontra di continuo e indossa una maglia con impresso il suo nome. Scopre poi che il nome sulla maglia è quello della sua band. Nella stagione successiva Tamara crede invece che il ragazzo abbia iniziato ad essere ossessionato da lei, perché indossa una maglia con una frase coniata da lei. Ha dei comportamenti stravaganti per tutte le stagioni, eccetto nella quinta quando si dimostra un ragazzo socievole e che si è lasciato il passato alle spalle.
- Ally (stagioni 1-5), interpretata da Barret Swatek, doppiata da Domitilla D'Amico. È la migliore amica della mamma di Jenna. Nonostante sia una donna adulta ha comportamenti molto immaturi.Sposerà lo zio di Sadie e nella terza stagione diventa sua tutrice, dopo che la madre si trasferisce a Santa Fe. È un'alcolizzata e una donna estremamente divertente.
- Sergio (stagione 4-5), interpretato da Niko Pepaj, doppiato da Flavio Aquilone. Lavora con Sadie al chiosco di cibi tedeschi. Flirterà con lei dal primo istante riuscendo a conquistarla. Avranno una relazione molto travagliata in particolare nella seconda metà della quinta stagione.
- Theo (stagione 4), interpretato da Evan Crooks, doppiato da Jacopo Castagna. È un ragazzo gay, studente alla Palos Hills, che insieme al suo migliore amico Cole è sempre in cerca dello sballo.
- Cole (stagione 4-5), interpretato da Monty Geer, doppiato da Niccolò Guidi. È un ragazzo gay, studente alla Palos Hills, che insieme al suo migliore amico Theo è sempre in cerca dello sballo.
- Tyler (stagione 4), interpretato da Kofi Siriboe. Fratellastro di Lissa adottato durante il suo viaggio in Africa. I due avranno una relazione.
- Gabby (stagione 4-5) interpretata da Erinn Westbrook. Tennista e studentessa della Palos Hills che avrà una relazione con Matty.
- Ricky Schwartz (stagioni 1-2), interpretato da Matthew Fahey, doppiato da Fabrizio Valezano. È il primo amore, nonché motivo di sofferenza, di Tamara. Si innamora di Sadie, ma viene poi sorpreso a baciare Clark. All'inizio della terza stagione si scopre che è morto.
- Clark Stevenson (stagioni 1-3) interpretato da Joey Haro, doppiato da Alberto Pagnotta. È il ragazzo gay della scuola. Esuberante e fiero di se stesso. È amico di Jenna nonché il commentatore anonimo del suo blog. Viene sorpreso in atteggiamenti intimi con Ricky nel finale della seconda stagione, sotto gli occhi increduli di Sadie.
- Becca (stagioni 2-3), interpretata da Jessika Van. Capo della mafia cinese ed ex ragazza di Fred. Cercherà in tutti modi di mettere i bastoni tra le ruote a Ming. Si vedrà costretta ad abbandonare il suo ruolo di capo quando Ming la affronterà. Probabilmente la responsabilità del trasferimento di Ming è sua.
- Fred Wu (stagioni 2-5), interpretato da Kelly Sry. Ex ragazzo di Becca, diventerà poi il ragazzo di Ming.
- Collin Jennings (stagione 3), interpretato da Nolan Gerard Funk, doppiato da Maurizio Merluzzo. Compagno di corso di scrittura creativa di Jenna, nella terza stagione, diventerà in suo ragazzo. Fa uso di droghe. A causa sua Jenna cambia personalità, litiga con gli amici e la famiglia, fino ad arrivare a fare uso di droghe. Alla fine della stagione, Jenna lo lascia dopo aver scoperto che non aveva mai lasciato Angelique, sua ex ragazza.
- Bailey Parker (ricorrente stagione 3), interpretata da McKaley Miller. È una ragazza appena arrivata alla Palos Hills. Diventa subito amica di Jenna, dopo che quest'ultima le aveva dato dei consigli su come affrontare delle voci di corridoio su di lei. Andrà al ballo di fine anno con Matty.
- Signor Hart (stagione 3), interpretato da Anthony Michael Hall. Professore del corso di scrittura a cui si unirà Jenna. Severo e a volte crudele, riesce però a motivare Jenna che grazie a lui capirà chi è veramente.
- Austin Welch (stagioni 3-4), interpretato da Shane Harper. Fratello di Angelique, intelligente, impacciato e "drago" negli affari. Avrà una relazione con Sadie. La lascerà a causa di Eva nella quarta stagione.
- Eva Mansfield/Amber Horne (stagione 4), interpretata da Elizabeth Whitson. È una nuova ragazza trasferitasi nella casa del padre da New York. Si scoprirà che è una bugiarda compulsiva. Avrà una relazione con Matty a cui mentirà dicendo di essere rimasta incinta.
- Luke Mallon (stagione 4-5), interpretato da Evan Williams, doppiato da Patrizio Cigliano. È un ragazzo che Jenna conosce durante la prima visita al college. I due avranno una storia ma lui la lascerà perché la ritiene ancora immatura. Riprenderanno la loro relazione durante il college durante la quinta stagione. È uno stagista nello stesso ambiente lavorativo di Jenna.
- Owen (stagione 4), interpretato da Zak Henri. Ragazzo più piccolo che Jenna bacerà a capodanno e che scoprirà essere uno studente della Palos Hills.

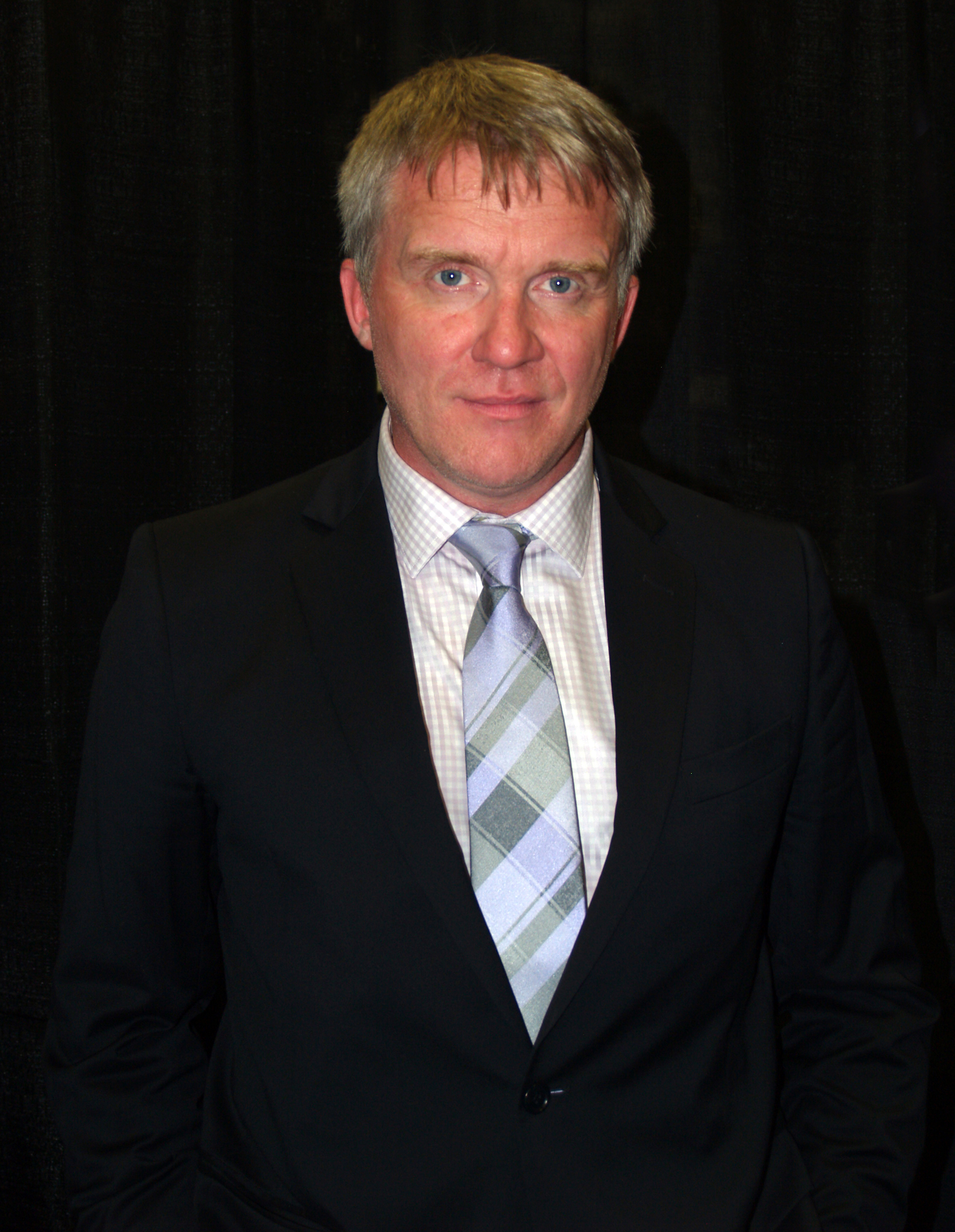
Anthony Michael Hall interpreta il Signor Hart

## Premi e candidature
| Anno            | Risultato                         | Evento                          | Categoria                        | Nominato/i                   |
| --------------- | --------------------------------- | ------------------------------- | -------------------------------- | ---------------------------- |
| 2012            |                                   |                                 |                                  |                              |
| Candidato/a     | Young Artist Awards               | Best Performance in a TV Series | Jillian Rose Reed                |                              |
| Candidato/a     | Young Artist Awards               | Best Performance in a TV Series | Matthew Fahey                    |                              |
| Candidato/a     | Young Artist Awards               | Leading Young Actress           | Jillian Rose Reed                |                              |
| Candidato/a     | Young Artist Awards               | Recurring Young Actor 17–21     | Matthew Fahey                    |                              |
| Candidato/a     | Critics' Choice Television Awards | Best Comedy Actress             | Ashley Rickards                  |                              |
| Candidato/a     | Teen Choice Awards                | Summer TV Star: Female          | Ashley Rickards                  |                              |
| Vincitore/trice | Teen Choice Awards                | TV Breakout Star: Male          | Beau Mirchoff                    |                              |
| 2013            | Vincitore/trice                   | People's Choice Awards          | Favorite Cable TV Comedy         | Diario di una nerd superstar |
| 2013            | Candidato/a                       | Young Artist Awards             | Best Performance in a TV Series  | Robbie Tucker                |
| 2013            | Candidato/a                       | Young Artist Awards             | Guest Starring Young Actor 11–13 | Robbie Tucker                |
| 2014            | Candidatura                       | Young Hollywood Awards          | Bingeworthy TV Show              | Diario di una nerd superstar |